# Вале ди Мадалони
Ва̀ле ди Мадало̀ни (на италиански: Valle di Maddaloni) е малко градче и община в Южна Италия, провинция Казерта, регион Кампания. Разположено е на 156 m надморска височина. Населението на общината е 2796 души (към 2010 г.).